# Vexatorella amoena
Vexatorella amoena är en tvåhjärtbladig växtart som först beskrevs av Rourke, och fick sitt nu gällande namn av J.P. Rourke. Vexatorella amoena ingår i släktet Vexatorella och familjen Proteaceae. Inga underarter finns listade i Catalogue of Life.